# Хименес де Техада, Франсиско
Франсиско Хименес де Техада и Эслава (исп. Francisco Jiménez de Tejada; 13 октября 1703, Фунес, Наварра, Арагонская корона — 9 ноября 1775, Валлетта, Мальта) — 69-й великий магистр Мальтийского ордена (28 января 1773 — 9 ноября 1775).
Последний испанский Великий Магистр Мальтийского ордена, последний Великий Магистр Золотого Века Мальтийского ордена до начала наполеоновских войн и последующего британского правления, которое решительно изменило силу и влияние Ордена госпитальеров Святого Иоанна Иерусалимского. Предпоследний из тех, кто обладал независимой властью.

## Биография
Испанский аристократ. Маркиз. Его отец, Диего Хименес де Техада, был сеньором города Вальдеосера в Кастилии. Его дядя Педро Хименес де Техада достиг звания командующего Мальтийского ордена.
Вступил в орден в 1720 году в Наварре. Последовательно прошёл по карьерной лестнице, пока 28 января 1773 не был избран Великим Магистром Мальтийского ордена вместо Мануэла Пинту да Фонсека.
Пишут, что он был одним из великих магистров, которых больше всего ненавидели как рыцари Ордена, так и население острова Мальта, поскольку его экономические и военные реформы были «полным провалом».
После своего избрания магистром Хименес обнаружил, что сокровищница пуста, поэтому он ввёл меры жесткой экономии, включая сокращение расходов и повышение цен на кукурузу. Это сделало его непопулярным как среди духовенства, так и среди простых людей.
Хименес издал указ, запрещающий охоту на зайцев (на мальтийском: Fenek tax-xiber), против этого выступил епископ Джованни Кармин Пеллерано и духовенство в целом. Другие события также создали напряженность между духовенством и орденом.
Из-за напряженности в отношениях между орденом и духовенством, а также плохого общественного мнения о Хименесе, священники во главе с Доном Гаэтано Маннарино стали готовить заговор против ордена госпитальеров. Они выбрали 8 сентября 1775 г. днём начала восстания, известного ныне как Восстание священников, так как армия ордена и линейные корабли в этот день находились в море вместе с кораблями Испании, и Валлетта не была защищена. Всего в подготовке к восстанию приняло участие 28 священнослужителей и большое количество прихожан.
Несмотря на некоторые успехи, восставшие не смогли захватить весь город, так как городская магистратура приняла экстренные меры. В частности, населению не разрешалось покидать свои дома, было объявлено военное положение и поднята по тревоге городская милиция.
После начала восстания Хименес созвал государственный совет, чтобы спланировать подавление восстания. Совет направил генерального викария выяснить требования повстанцев, которые согласились на переговоры. Тем не менее, восставшие стали угрожать взорвать склад пороха Святого Эльма, взрыв которого нанёс бы серьёзный ущерб форту и городским укреплениям. В связи с этим орден решил силой вернуть захваченные укрепления. Форт Святого Эльма был захвачен после короткой перестрелки, а вскоре после этого сдался и бастион Сент-Джеймс. Восстание было подавлено.
Умер 9 ноября 1775 года, пробыв в должности Великого Магистра тридцать три месяца.